# Kalloní (Lesbos)
Pour les articles homonymes, voir Kalloní.
Kalloní, en grec moderne : Καλλονή, est un grand village de l'île de Lesbos, en Grèce. Il est situé à 40 km au nord-ouest de Mytilène et s'étend dans une grande plaine fertile au centre de l'île. Le village est le siège de la municipalité de Lesbos-Ouest. C'est le deuxième plus grand centre commercial de l'île.
Selon le recensement de 2011, la population de Kalloní compte alors 1 978 habitants. 

## Histoire
Kalloni a un passé historique relativement riche, ce qui se reflète dans l'existence de nombreux sites archéologiques, comme l'ancienne Arísvi, Pýrra, le temple de Méssos, Mákara et Apothíka (zones rurales d'Ágra), sur la côte sud-ouest du golfe de Kalloní.
Kalloní était l'une des villes les plus prospères et importantes de la période médiévale sur Lesbos. L'existence d'un petit château médiéval au sommet de la colline Paleókastro, témoigne de son emplacement ancien dans la région, au nord-est de l'emplacement actuel de la ville. Les ruines d'une église médiévale se trouvent sur la colline Skepastós. On peut trouver des traces de bâtiments antiques, byzantins et médiévaux sur les sites d'Íssa, de Triánda et d'Ágios Geórgios.
Entre Kalloni et Parákila, sur la colline de Xirókastro, il y avait l'église monastique de Panagía et un établissement qui a été détruit au XVIIe siècle. Aujourd'hui, sur la colline, on peut voir les ruines d'une église et une partie du château, qui devait être une ancienne forteresse avec des ajouts médiévaux ultérieurs.
Kalloni a finalement été détruite par l'invasion de Baltá Ogloú en 1445. Ses habitants sont restés dans des granges, c'est pourquoi la ville a ensuite été appelée Achyrón (Αχυρών).
Près de Kalloni et plus précisément à 3-4 km au nord-ouest du village après le monastère de Limonus, sur la route de Sigri, se trouve la zone historique de Lesbos Klapádos, où le 8 décembre 1912, exactement un mois après la libération de la ville de Mytilène, le 8 novembre 1912, a lieu la bataille finale de libération connue sous le nom de bataille de Klapádos, avec la victoire des Grecs sur les Turcs.